# Basketball Bundesliga de 2024-25
A Temporada 2024–25 da Basketball Bundesliga (BBL), conhecida oficialmente como easyCredit BBL por razões de patrocinadores, foi a 59ª edição da principal competição de basquetebol masculino na Alemanha. Dez dos  dezesseis Estados da Alemanha estão representados por dezessete equipes, sendo que a Baixa Saxônia é o Estados com mais participantes (quatro no total) (vide: Equipes por Estados).
O clube FC Bayern München é o atual campeão nacional, quando conquistou seu sexto título alemão. E o maior campeão histórico alemão Bayer Giants Leverkusen, que possui quatorze títulos no total, não disputa a BBL desde a temporada 2007-08. 
A Copa da Alemanha (BBL Pokal) é disputada simultaneamente à disputa da liga, com fases iniciando em 14 de setembro de 2024 e finalizando com o Final Four previsto para 15 e 16 de fevereiro de 2025.(vide:Top Four BBL Pokal - Weißenfels 2025) 

## Equipes participantes
Para a atual temporada houve ascensão de apenas uma equipe da 2.Bundesliga, Skyliners Frankfurt, sendo que a equipe campeã da segunda divisão, PS Karlsruhe Lions, não alcançou os requisitos financeiros mínimos para ingresso na elite. As equipe do Tigers Tübingen e Crailsheim Merlins foram rebaixadas na temporada anterior e não receberam convites para permanecer e desta forma a liga passou a ser disputada por dezessete equipes.
| Clube                         | Arena                 | Localização         |
| ----------------------------- | --------------------- | ------------------- |
| ALBA Berlin                   | Arena UBER            | Berlim              |
| Basketball Löwen Braunschweig | Volkswagen Halle      | Brunsvique          |
| BG Göttingen                  | Sparkassen Arena      | Gotinga             |
| Bamberg Baskets               | Brose Arena           | Bamberga            |
| EWE Baskets Oldenburg         | EWE Arena             | Oldemburgo          |
| FIT/ONE Würzburg Baskets      | Tectake Arena         | Wurtzburgo          |
| FC Bayern München             | BMW Park              | Munique             |
| FC Bayern München             | SAP Garden            | Munique             |
| MHP Riesen Ludwigsburg        | MHPArena              | Ludwigsburgo        |
| MLP Academics Heidelberg      | SAP Arena             | Edelberga           |
| MLP Academics Heidelberg      | SNP Dome              | Edelberga           |
| Niners Chemnitz               | Chemnitz Arena        | Chemnitz            |
| RASTA Vechta                  | RASTA Dome            | Vechta              |
| ratiopharm Ulm                | Arena Ulm             | Ulm                 |
| Rostock Seawolves             | StadtHalle Rostock    | Rostoque            |
| Skyliners Frankfurt           | Süwag Energie Arena   | Francoforte do Meno |
| SYNTAINICS MBC                | Stadthalle Weißenfels | Weißenfels          |
| Telekom Baskets Bonn          | Telekom Dome          | Bona                |
| Veolia Hamburg Towers         | edel-optics.de-Arena  | Hamburgo            |
| Fonte:                        |                       |                     |

|  |                                         |
|  | Promovido da ProA na temporada anterior |

### Equipes por Estados
| Estado                          | Equipe                                                                                |
| ------------------------------- | ------------------------------------------------------------------------------------- |
| Baden-Württemberg               | - MHP Riesen Ludwigsburg - MLP Academic Heidelberg - ratiopharm Ulm                   |
| Baviera                         | - Bamberg Baskets - FC Bayern München - Würzburg Baskets                              |
| Berlim                          | - ALBA Berlin                                                                         |
| Baixa Saxônia                   | - RASTA Vechta - Basketball Löwen Braunschweig - BG Göttingen - EWE Baskets Oldenburg |
| Hamburgo                        | - Veolia Hamburg Towers                                                               |
| Hesse                           | - Skyliners Frankfurt                                                                 |
| Meclemburgo-Pomerânia Ocidental | - Rostock Seawolves                                                                   |
| Renânia do Norte-Vestfália      | - Telekom Baskets Bonn                                                                |
| Saxônia                         | - Niners Chemnitz                                                                     |
| Saxônia-Anhalt                  | - SYNTAINICS MBC                                                                      |

### Classificação
Classificação baseada no sítio oficial da BBL.
| Pos. | Clube                         | J  | V  | D  | %    | P+   | P-   | SP   | Classificação          |
| ---- | ----------------------------- | -- | -- | -- | ---- | ---- | ---- | ---- | ---------------------- |
| 1    | FC Bayern München Basketball  | 32 | 24 | 8  | 75.0 | 2660 | 2440 | +220 | Playoffs               |
| 2    | ratiopharm Ulm                | 32 | 23 | 9  | 71.9 | 2832 | 2561 | +271 | Playoffs               |
| 3    | Basketball Löwen Braunschweig | 32 | 20 | 12 | 62.5 | 2690 | 2585 | +105 | Playoffs               |
| 4    | Niners Chemnitz               | 32 | 18 | 14 | 56.3 | 2647 | 2725 | -78  | Playoffs               |
| 5    | MLP Academics Heidelberg      | 32 | 18 | 14 | 56.3 | 2567 | 2586 | -19  | Playoffs               |
| 6    | FIT/ONE Würzburg Baskets      | 32 | 18 | 14 | 56.3 | 2657 | 2580 | +77  | Playoffs               |
| 7    | ALBA Berlin                   | 32 | 18 | 14 | 56.3 | 2785 | 2553 | +232 | Play-ins               |
| 8    | SYNTAINICS MBC                | 32 | 17 | 15 | 53.1 | 2724 | 2733 | -9   | Play-ins               |
| 9    | EWE Baskets Oldenburg         | 32 | 16 | 16 | 50.0 | 2858 | 2845 | +13  | Play-ins               |
| 10   | Rostock Seawolves             | 32 | 16 | 16 | 50.0 | 2604 | 2596 | +8   | Play-ins               |
| 11   | MHP Riesen Ludwigsburg        | 32 | 16 | 16 | 50.0 | 2439 | 2386 | +53  |                        |
| 12   | RASTA Vechta                  | 32 | 16 | 16 | 50.0 | 2555 | 2613 | -58  |                        |
| 13   | Veolia Hamburg Towers         | 32 | 15 | 17 | 46.9 | 2596 | 2671 | -75  |                        |
| 14   | Telekom Baskets Bonn          | 32 | 14 | 18 | 43.8 | 2696 | 2698 | -2   |                        |
| 15   | Bamberg Baskets               | 32 | 12 | 20 | 37.5 | 2680 | 2753 | -73  |                        |
| 16   | Skyliners Frankfurt           | 32 | 8  | 24 | 25.0 | 2418 | 2641 | -223 |                        |
| 17   | BG Göttingen                  | 32 | 3  | 29 | 9.4  | 2593 | 3035 | -442 | Rebaixados para a ProA |

fonte:bbl.de

### Confrontos
| Casa\Visitante           | ALB    | BAM    | GÖT    | BRA    | OLD     | MÜN   | WÜR     | LUD     | HEI    | CHE    | VEC    | ULM   | ROS     | FRA    | MBC   | BON    | HAM    |
| ------------------------ | ------ | ------ | ------ | ------ | ------- | ----- | ------- | ------- | ------ | ------ | ------ | ----- | ------- | ------ | ----- | ------ | ------ |
| ALBA Berlin              |        | 86-77  | 101-69 | 65-61  | 105-70  | 88-81 | 80-84   | 60-74   | 92-65  | 78-81  | 83-58  | 96-88 | 85-96   | 89-68  | 90-62 | 102-88 | 92-77  |
| Bamberg Baskets          | 87-82  |        | 92-101 | 77-96  | 103-85  | 69-68 | 93-98   | 73-75   | 90-93  | 81-80  | 86-73  | 77-98 | 75-89   | 92-85  | 87-69 | 92-73  | 80-83  |
| BG Göttingen             | 83-109 | 97-88  |        | 86-107 | 93-96   | 81-95 | 80-97   | 74-79   | 73-95  | 90-94  | 66-86  | 72-91 | 88-85   | 72-100 | 80-94 | 85-112 | 75-92  |
| Basketball Braunschweig  | 73-108 | 114-88 | 101-77 |        | 83-82   | 72-90 | 86-72   | 91-71   | 65-72  | 82-74  | 103-70 | 98-89 | 80-63   | 79-72  | 76-70 | 74-94  | 91-79  |
| EWE Baskets Oldenburg    | 97-92  | 67-59  | 111-94 | 102-90 |         | 83-94 | 96-85   | 70-64   | 105-82 | 104-94 | 91-75  | 93-66 | 92-79   | 102-92 | 95-97 | 91-96  | 99-81  |
| FC Bayern München        | 99-86  | 84-82  | 94-86  | 94-72  | 89-75   |       | 70-69   | 73-72   | 87-78  | 73-59  | 77-78  | 70-62 | 91-66   | 70-56  | 90-88 | 93-73  | 81-80  |
| FIT/ONE Würzburg Baskets | 70-69  | 70-82  | 79-78  | 70-53  | 102-112 | 75-81 |         | 77-60   | 85-102 | 83-90  | 74-86  | 89-72 | 93-97   | 89-70  | 86-76 | 83-75  | 91-85  |
| MHP Riesen Ludwigsburg   | 63-79  | 92-73  | 91-62  | 69-83  | 66-79   | 78-70 | 82-91   |         | 63-67  | 69-65  | 77-79  | 92-71 | 70-64   | 82-61  | 85-76 | 81-61  | 89-78  |
| MLP Academics Heidelberg | 90-86  | 68-79  | 93-86  | 74-94  | 95-79   | 59-87 | 67-72   | 86-73   |        | 81-66  | 80-74  | 74-90 | 86-81   | 84-75  | 87-78 | 76-95  | 73-68  |
| Niners Chemnitz          | 81-103 | 99-98  | 96-88  | 83-95  | 87-78   | 72-94 | 81-77   | 104-100 | 72-65  |        | 88-77  | 86-90 | 108-102 | 85-66  | 82-72 | 88-123 | 69-60  |
| RASTA Vechta             | 96-93  | 101-98 | 87-79  | 91-88  | 98-91   | 79-65 | 78-86   | 64-70   | 78-60  | 89-66  |        | 73-84 | 68-84   | 74-80  | 87-79 | 83-75  | 69-79  |
| ratiopharm Ulm           | 101-90 | 92-77  | 109-70 | 111-75 | 119-92  | 94-72 | 85-76   | 63-62   | 67-69  | 117-87 | 85-76  |       | 82-72   | 115-88 | 92-66 | 84-75  | 82-72  |
| Rostock Seawolves        | 71-78  | 98-74  | 102-74 | 48-67  | 122-118 | 70-80 | 65-92   | 94-89   | 88-82  | 60-68  | 87-83  | 85-67 |         | 83-66  | 84-76 | 64-69  | 92-78  |
| Skyliners Frankfurt      | 61-75  | 58-66  | 95-94  | 91-92  | 83-72   | 84-91 | 70-85   | 77-69   | 72-95  | 65-70  | 74-75  | 87-85 | 72-77   |        | 69-79 | 76-70  | 78-84  |
| Syntainics MBC           | 94-76  | 99-94  | 93-91  | 82-77  | 92-77   | 79-75 | 110-101 | 76-70   | 93-108 | 97-95  | 91-83  | 89-92 | 84-87   | 85-72  |       | 100-94 | 102-81 |
| Telekom Baskets Bonn     | 91-87  | 87-77  | 80-67  | 85-81  | 81-76   | 86-90 | 81-90   | 79-89   | 85-80  | 80-84  | 88-94  | 75-95 | 83-72   | 70-77  | 95-80 |        | 93-96  |
| Veolia Hamburg Towers    | 97-80  | 93-114 | 91-82  | 86-91  | 87-78   | 74-70 | 68-66   | 66-73   | 88-81  | 88-93  | 86-73  | 64-79 | 78-77   | 91-78  | 75-96 | 91-84  |        |

Resultados extraídos em easycredit-bbl.de, eurobasket.com ou basketball-bund.net.

## Rebaixamento
- BG Göttingen [14]

## Playoffs

### Play-ins
| Equipe 1              | Placar  | Equipe 2          |
| --------------------- | ------- | ----------------- |
| ALBA Berlin           | 81 - 78 | SYNTAINICS MBC    |
| EWE Baskets Oldenburg | 95 - 83 | Rostock Seawolves |

| Equipe 1       | Placar   | Equipe 2              |
| -------------- | -------- | --------------------- |
| SYNTAINICS MBC | 110 - 95 | EWE Baskets Oldenburg |

### Quartas de finais
| Time 1                        | Série | Time 2                   | 1º Jogo | 2º Jogo | 3º Jogo | 4º Jogo | 5º Jogo |
| ----------------------------- | ----- | ------------------------ | ------- | ------- | ------- | ------- | ------- |
| FC Bayern München Basketball  | 3 - 0 | SYNTAINICS MBC           | 78 - 60 | 80 - 65 | 80 - 69 | -       | -       |
| Niners Chemnitz               | 1 - 3 | MLP Academics Heidelberg | 90 - 93 | 70 - 74 | 97 - 88 | 64 - 92 | -       |
| ratiopharm Ulm                | 3 - 0 | ALBA Berlin              | 94 - 83 | 74 - 62 | 93 - 84 | -       | -       |
| Basketball Löwen Braunschweig | 2 - 3 | FIT/ONE Würzburg Baskets | 92 - 79 | 90 - 94 | 80 - 75 | 72 - 79 | 88 - 97 |

### Semifinais
| Time 1                       | Série | Time 2                   | 1º Jogo | 2º Jogo | 3º Jogo | 4º Jogo | 5º Jogo |
| ---------------------------- | ----- | ------------------------ | ------- | ------- | ------- | ------- | ------- |
| FC Bayern München Basketball | 3 - 1 | MLP Academics Heidelberg | 90 - 95 | 90-61   | 98 - 68 | 94 - 82 | -       |
| ratiopharm Ulm               | 3 - 2 | FIT/ONE Würzburg Baskets | 91 - 87 | 77 - 87 | 99 - 86 | 77 - 78 | 91 - 84 |

### Finais
| Time 1                       | Série | Time 2         | 1º Jogo | 2º Jogo | 3º Jogo | 4º Jogo | 5º Jogo |
| ---------------------------- | ----- | -------------- | ------- | ------- | ------- | ------- | ------- |
| FC Bayern München Basketball | 3 - 2 | ratiopharm Ulm | 82 - 66 | 64 - 79 | 79 - 81 | 67 - 53 | 81 - 77 |

| easyCredit BBL 2024-25 Campeões |
| ------------------------------- |
| FC Bayern München 7º título     |

## Clubes alemães em competições europeias
| Clube                    | Competição        | TR | TR | PO | PO | Resultado                                                                 |
| Clube                    | Competição        | V  | D  | V  | D  | Resultado                                                                 |
| ------------------------ | ----------------- | -- | -- | -- | -- | ------------------------------------------------------------------------- |
| ALBA Berlin              | EuroLiga          | 5  | 29 | -  | -  | Eliminado - como 18º colocado na Temporada Regular                        |
| FC Bayern                | EuroLiga          | 19 | 15 | -  | -  | Classificado - como 9º colocado na Temporada Regular                      |
| FC Bayern                | EuroLiga          | -  | -  | 1  | 0  | Classificado - na 1º rodada de Play-ins contra KK Crvena Zvezda (97-93)   |
| FC Bayern                | EuroLiga          | -  | -  | 0  | 1  | Eliminado - na 2º rodada de Play-ins contra Real Madrid (71-93)           |
| ratiopharm Ulm           | EuroCopa          | 9  | 9  | -  | -  | Eliminado - como 7º colocado no Gr. A da temporada regular                |
| Veolia Towers Hamburg    | EuroCopa          | 6  | 12 | -  | -  | Eliminado - como 8º colocado no Gr. B da temporada regular                |
| FIT/ONE Würzburg Baskets | Liga dos Campeões | 4  | 2  | -  | -  | Classificado como 1º colocado no Gr. A da temporada regular               |
| FIT/ONE Würzburg Baskets | Liga dos Campeões | 2  | 4  | -  | -  | Eliminado - como 3º colocado no Gr. I da Ronda dos 16                     |
| Niners Chemnitz          | Liga dos Campeões | 1  | 5  | -  | -  | Classificado para os Play-ins como 3º colocado no Gr. G                   |
| Niners Chemnitz          | Liga dos Campeões | -  | -  | 0  | 2  | Eliminado nos Play-ins para Manisa                                        |
| RASTA Vechta             | Liga dos Campeões | 1  | 5  | -  | -  | Eliminado como 4º colocado na temporada regular Gr. D                     |
| Telekom Baskets Bonn     | Liga dos Campeões | 4  | 2  | -  | -  | Classificado para os Play-ins como 2º colocado no Gr. E                   |
| Telekom Baskets Bonn     | Liga dos Campeões | -  | -  | 0  | 2  | Eliminado para Pallacanestro Reggiana                                     |
| Basketball Braunschweig  | Copa Europeia     | 3  | 3  | -  | -  | Eliminado como 2º colocado na temporada regular Gr. A                     |
| MHP Riesen Ludwigsburg   | Copa Europeia     | 5  | 1  | -  | -  | Classificado - como 1º colocado no Gr. H na temporada regular             |
| MHP Riesen Ludwigsburg   | Copa Europeia     | 6  | 0  | -  | -  | Classificado - como 1º colocado no Gr. N na temporada regular             |
| MHP Riesen Ludwigsburg   | Copa Europeia     | -  | -  | 0  | 2  | Eliminado - nas quartas de finais para JDA Dijon (75-88;72-83 - soma -24) |

Fonte:bbl.de/saison/europaeische-wettbewerbe

## Top Four BBL Pokal - Weißenfels 2025
|  | Meias-finais   | Meias-finais        | Meias-finais    |    |                | Final          | Final | Final |
|  |                |                     |                 |    |                |                |       |       |
|  | Baviera        | FC Bayern München   | 93              |    |                |                |       |       |
|  | Saxônia-Anhalt | Syntainics MBC      | 95              |    |                |                |       |       |
|  |                |                     |                 |    | Saxônia-Anhalt | Syntainics MBC | 97    |       |
|  |                | Baviera             | Bamberg Baskets | 87 |                |                |       |       |
|  | Hesse          | Skyliners Frankfurt | 63              |    |                |                |       |       |
|  | Baviera        | Bamberg Baskets     | 76              |    |                |                |       |       |

| VIMODROM BBL Pokal 2024-25 Campeões |
| ----------------------------------- |
| Syntainics MBC 1º Título            |